# York

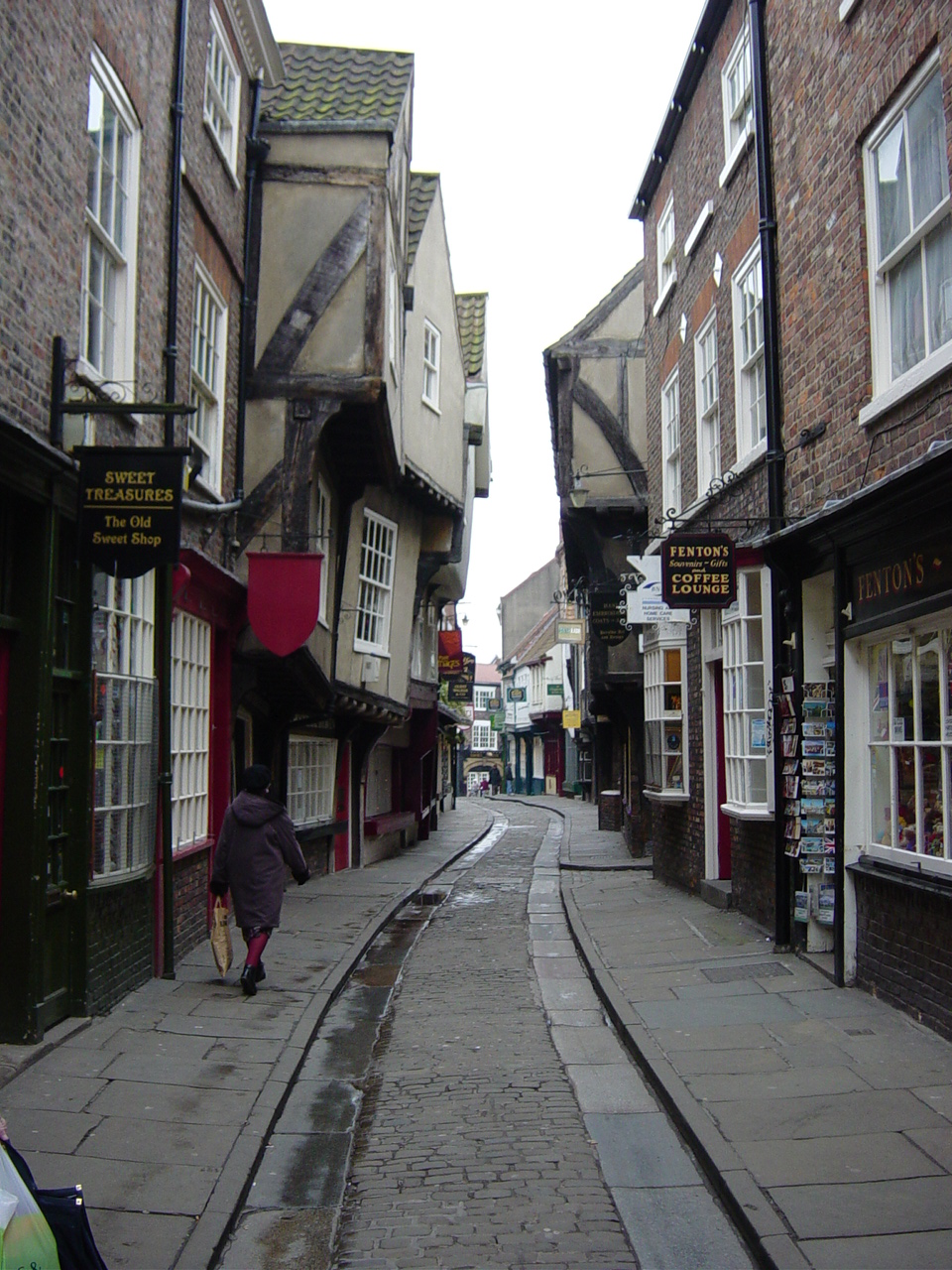
Shambles – jedna z najlepiej zachowanych średniowiecznych ulic w Europie

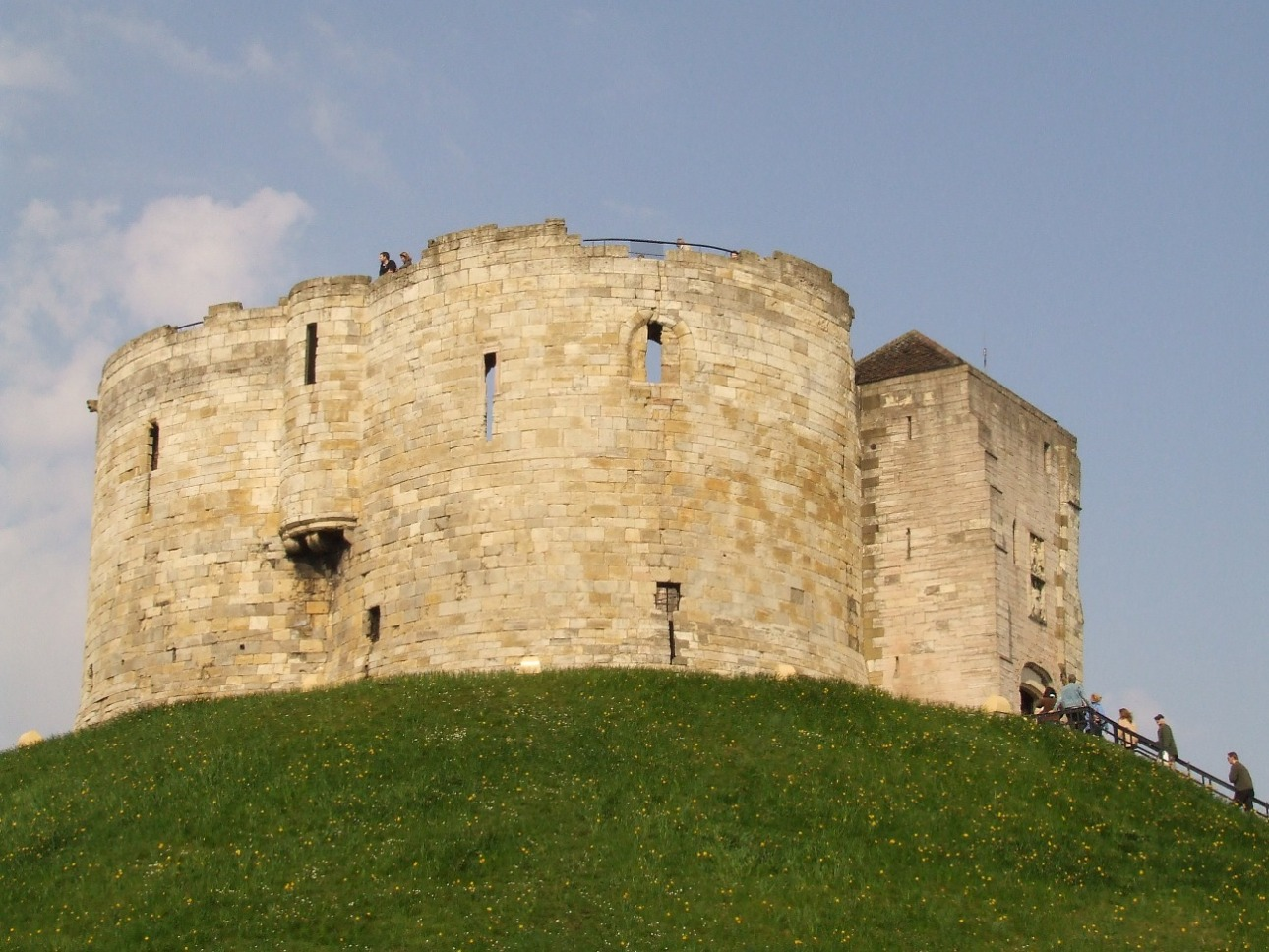
Clifford's Tower – ruiny zamku

York (stnord. Jorvik, łac. Eboracum) – miasto (city) w północno-wschodniej Anglii, w hrabstwie ceremonialnym North Yorkshire, w dystrykcie (unitary authority) York, położone nad zbiegiem rzek Ouse i Foss. W 2021 miasto liczyło 141 685 mieszkańców.
York jest znany ze swojej bogatej historii, która zachowała się w architekturze. Co roku przyjeżdżają tu tysiące turystów, aby zobaczyć średniowieczne budowle, w których przeplatają się ślady wikingów i Rzymian.
Dominująca nad miastem katedra jest największą średniowieczną katedrą w Anglii i północnej Europie. W mieście znajdują się dwa uniwersytety – University of York i York St John University.
York jest również znany z dużej liczby pubów. Mówi się nawet, że każdego dnia roku można iść do innego pubu, a z każdego punktu miasta w obrębie murów można zobaczyć przynajmniej jeden pub i przynajmniej jeden kościół.
Miasto często nękają powodzie, mimo obszernych (ale nie zawsze efektywnych) zabezpieczeń przeciwpowodziowych.
W mieście rozwinął się przemysł spożywczy, maszynowy, precyzyjny oraz poligraficzny.

## Historia
Miasto zostało założone ponad 2000 lat temu, a do XIX wieku było największym miastem w północnej Anglii. 
Eboracum, czyli York, był dla Rzymian główną bazą wojskową. W 211 zmarł tu cesarz Septymiusz Sewer, a w 306 Konstancjusz I Chlorus, który był ojcem Konstantyna I Wielkiego. W Yorku również Konstantyn I Wielki został obwołany cesarzem przez swoje wojska (306).
Armia wikingów zdobyła York w 866, a w 876 wikingowie osiedlili się na stałe w jego okolicach. Królowie wikingów rządzili tym obszarem, nazwanym przez nich Jorvik, przez prawie sto lat. W 954 ostatni król wikingów – Eryk Krwawy Topór został wygnany, a jego ziemie wcielone do jednoczącej się Anglii. York zostało wspomniane w Domesday Book (1086) jako Eboracum. Na przestrzeni wieków miasto było stolicą hrabstwa Yorkshire, położone u styku trzech tworzących je okręgów – West Riding, North Riding i East Riding. Od VII wieku jest siedzibą arcybiskupstwa.

## Atrakcje turystyczne
- York Minster – archikatedra
- Shambles – ulica z zabudową z XV wieku
- Jorvik Viking Centre – muzeum wikingów
- Yorkshire Museum – muzeum historii Yorkshire
- York Museum Gardens – ogrody muzealne
- National Railway Museum – muzeum kolejnictwa
- York Castle – ruiny zamku
- York Castle Museum – muzeum zamkowe
- Barley Hall – średniowieczne muzeum
- Beningbrough Hall – rezydencja z ogrodami
- Abbey St. Mary – ruiny opactwa benedyktynów
- Murton Park – muzeum rolnictwa regionu Yorkshire
- Theatre Royal – zabytkowy teatr
- York Art Gallery – galeria sztuki
- York's Chocolate Story – muzeum czekolady

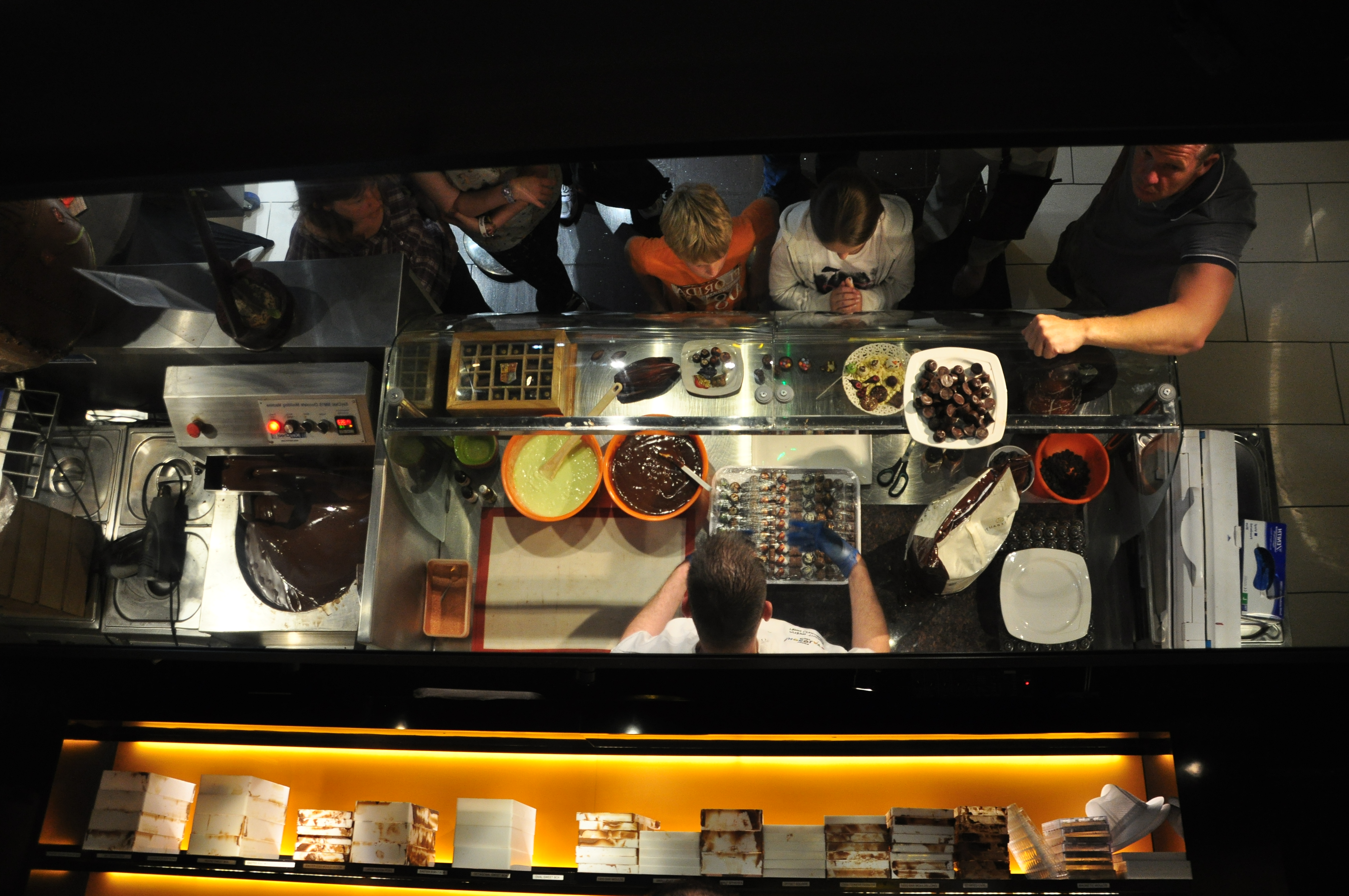
Pokaz produkcji czekolady w York's Chocolate Story
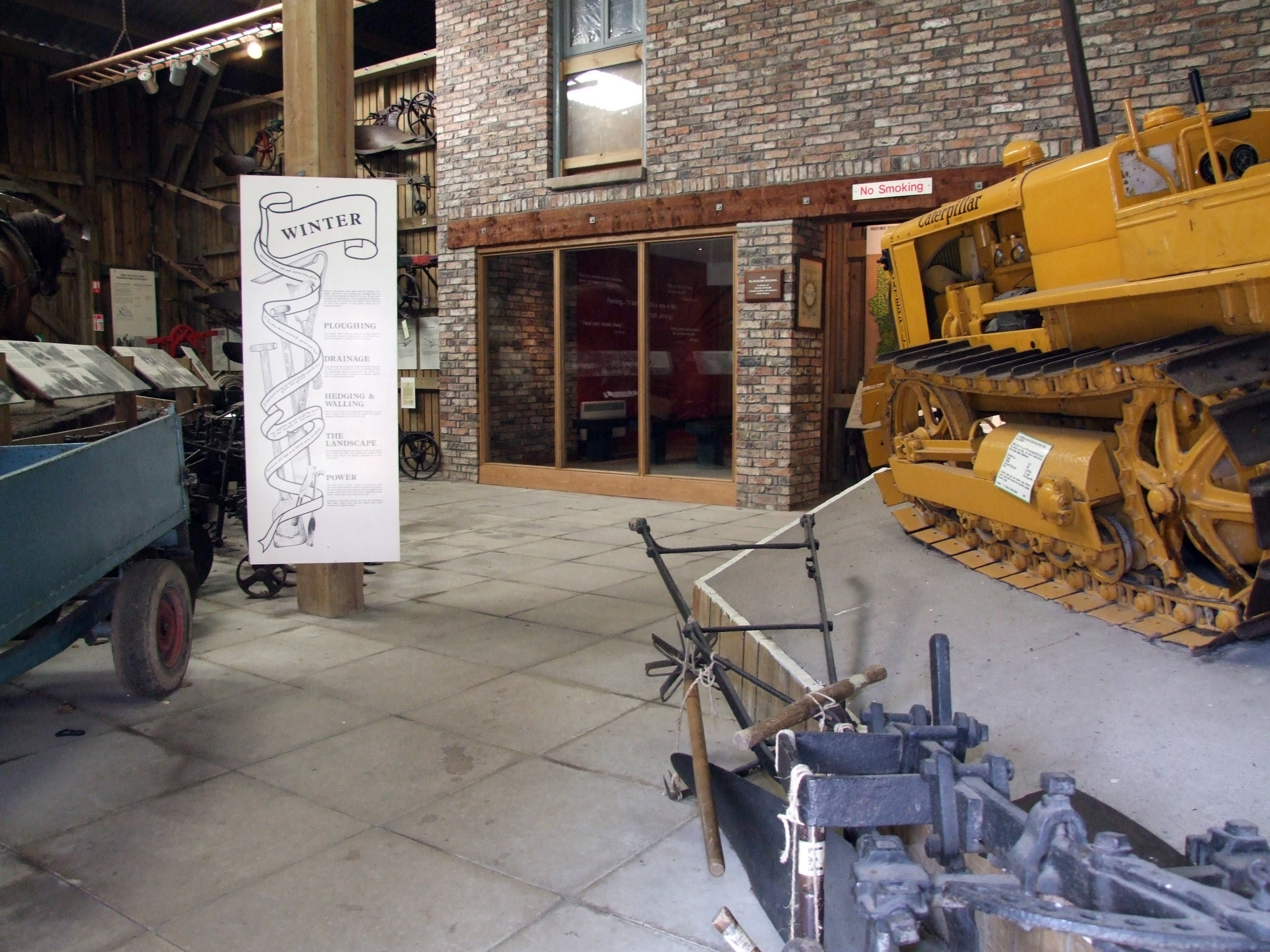
Fragment wystawy w Yorkshire Museum of Farming
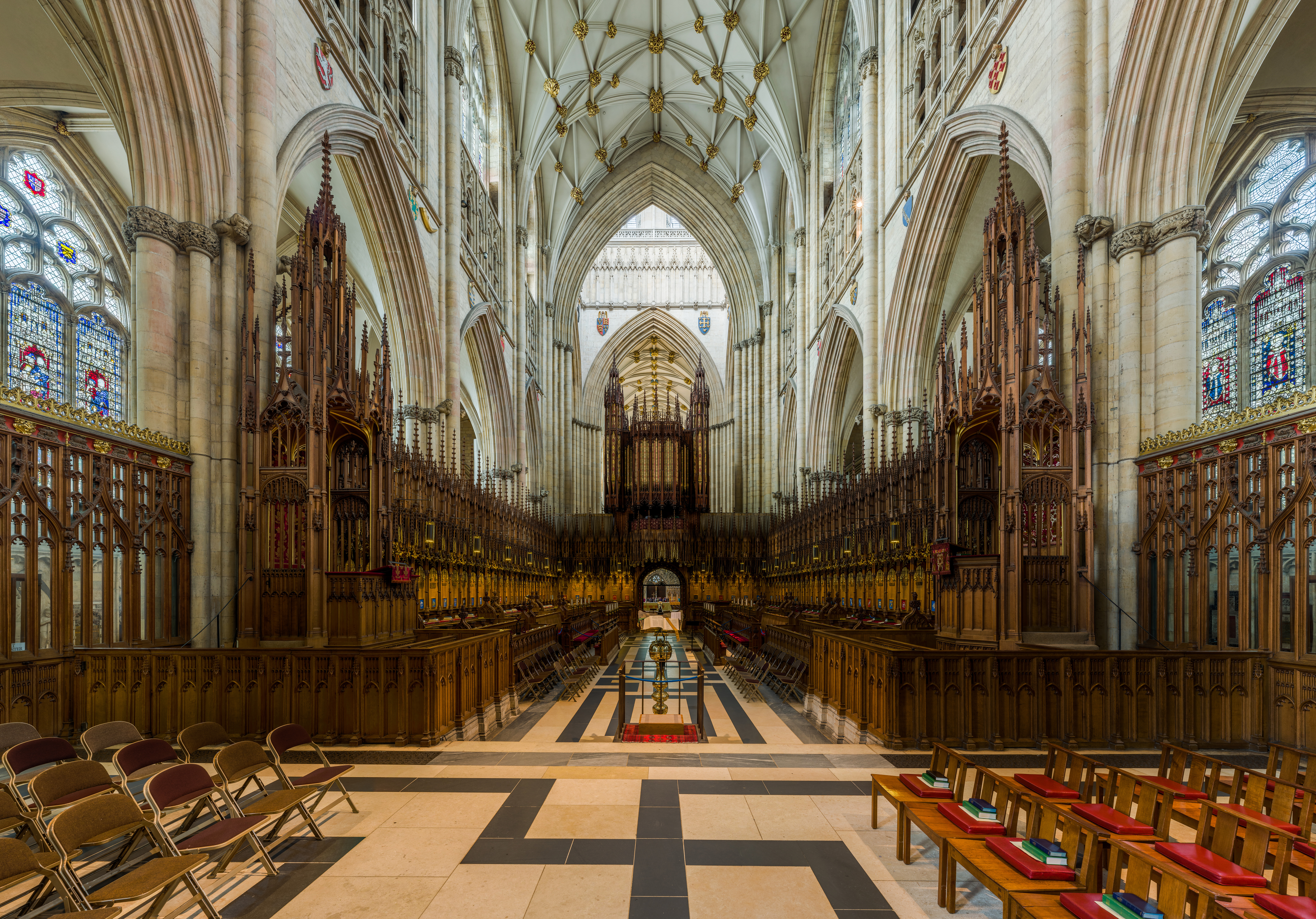
Wnętrze archikatedry
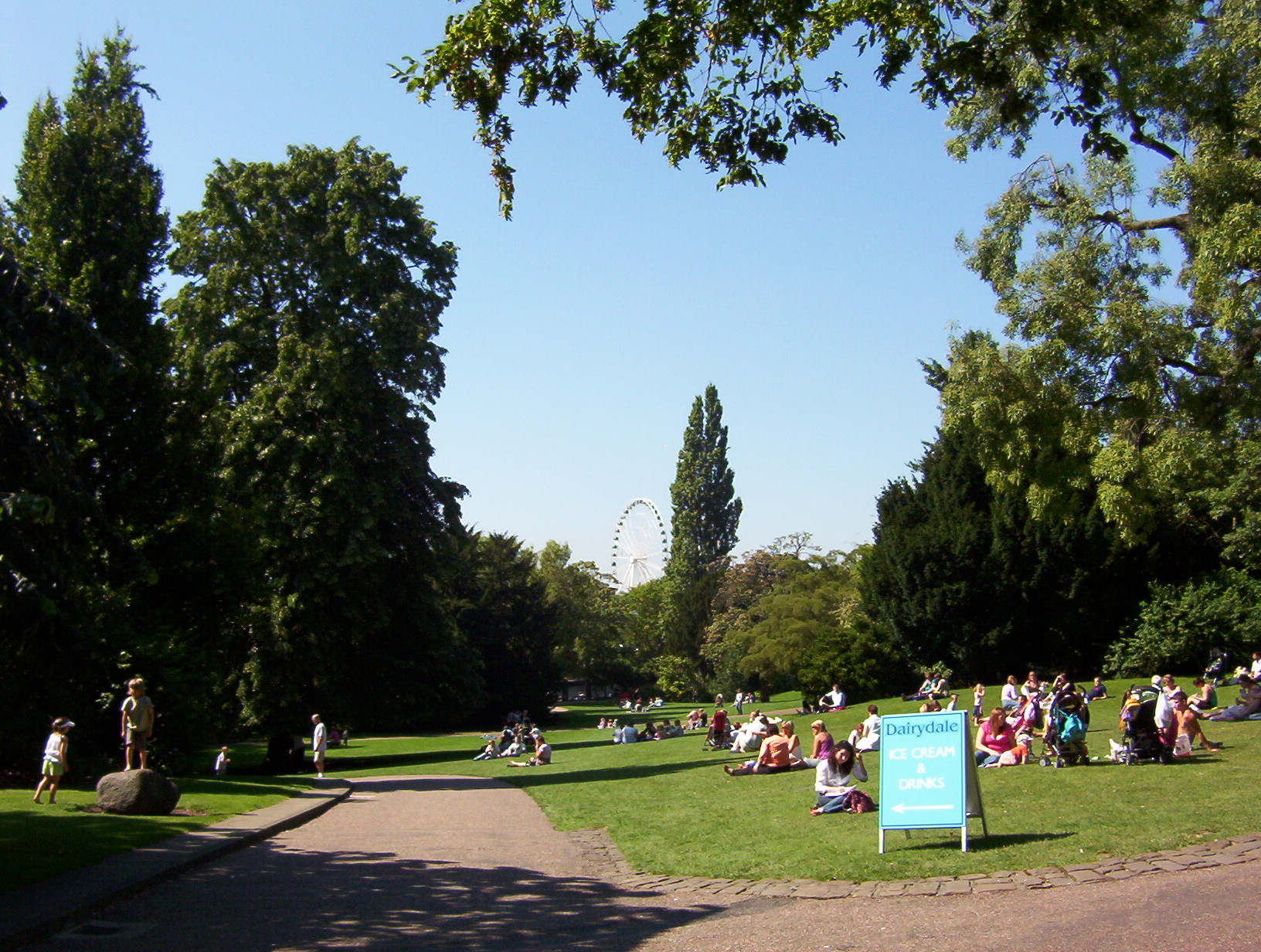
York Museum Gardens
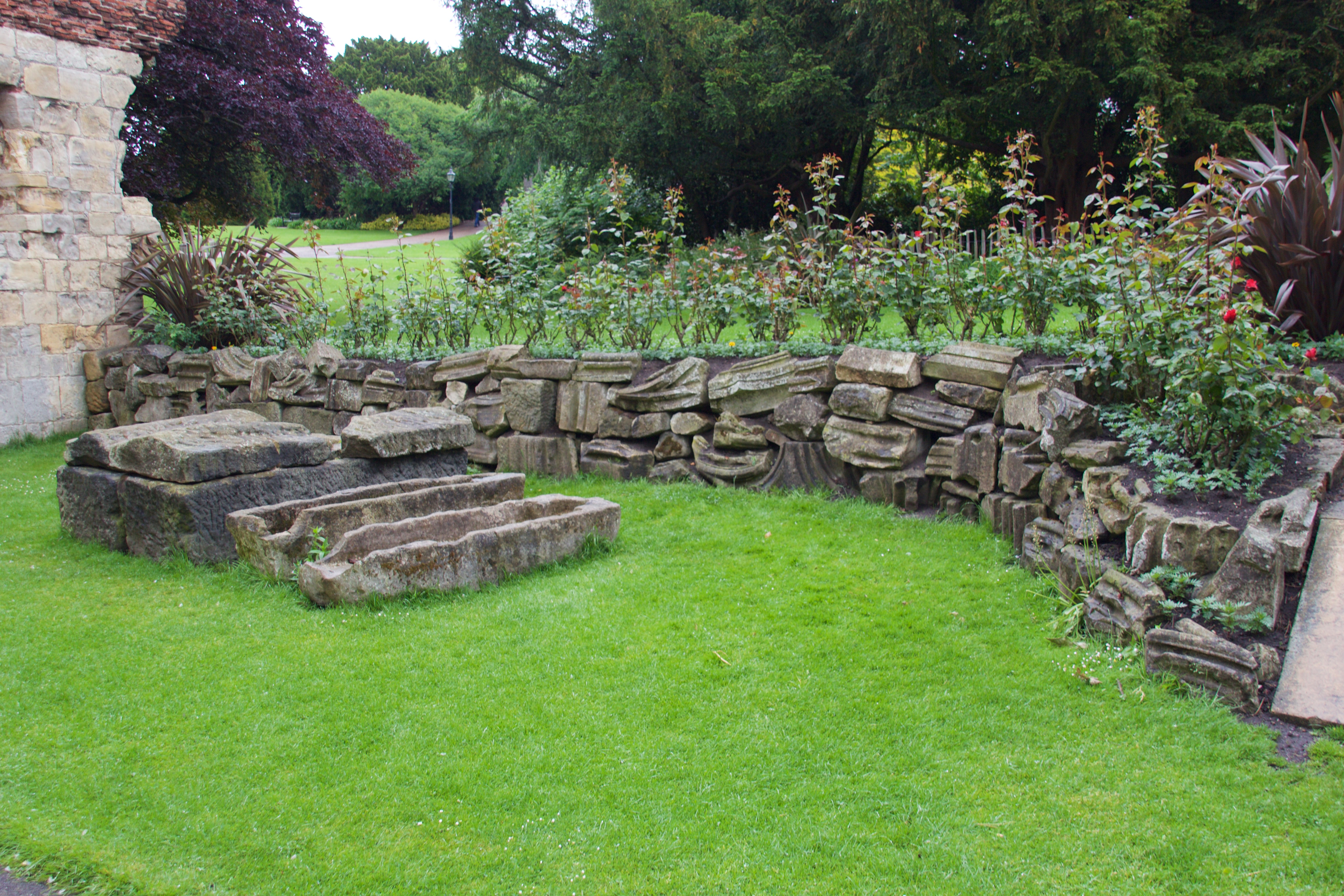
Kamienny mur w York Museum Gardens
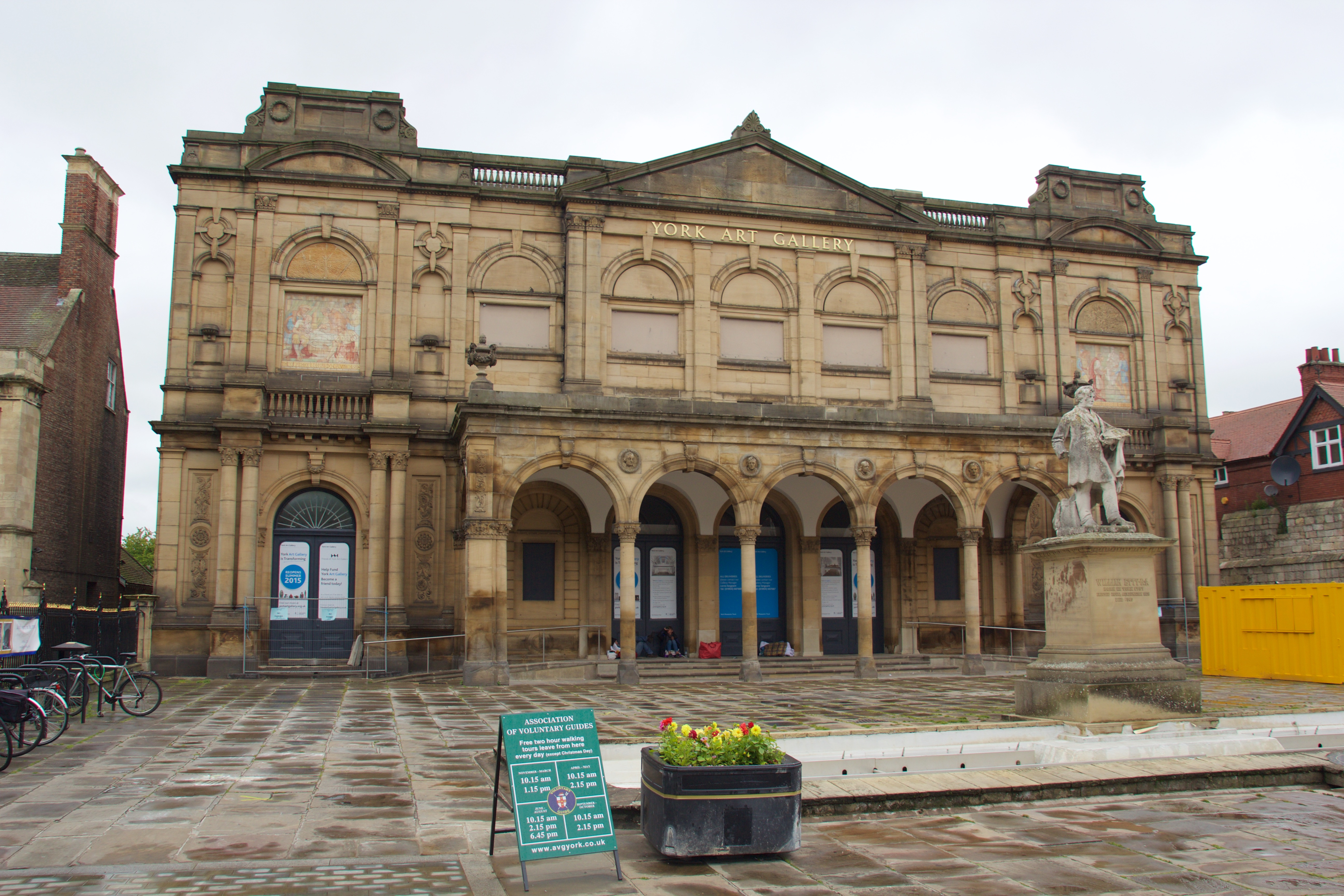
York Art Gallery
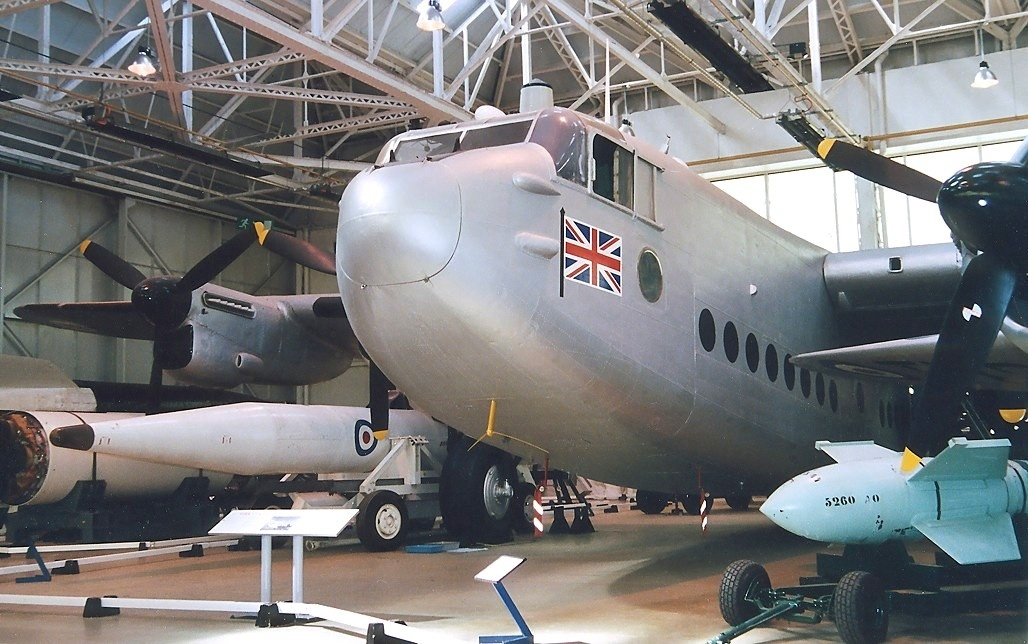
Samolot Avro 685 w York Air Museum
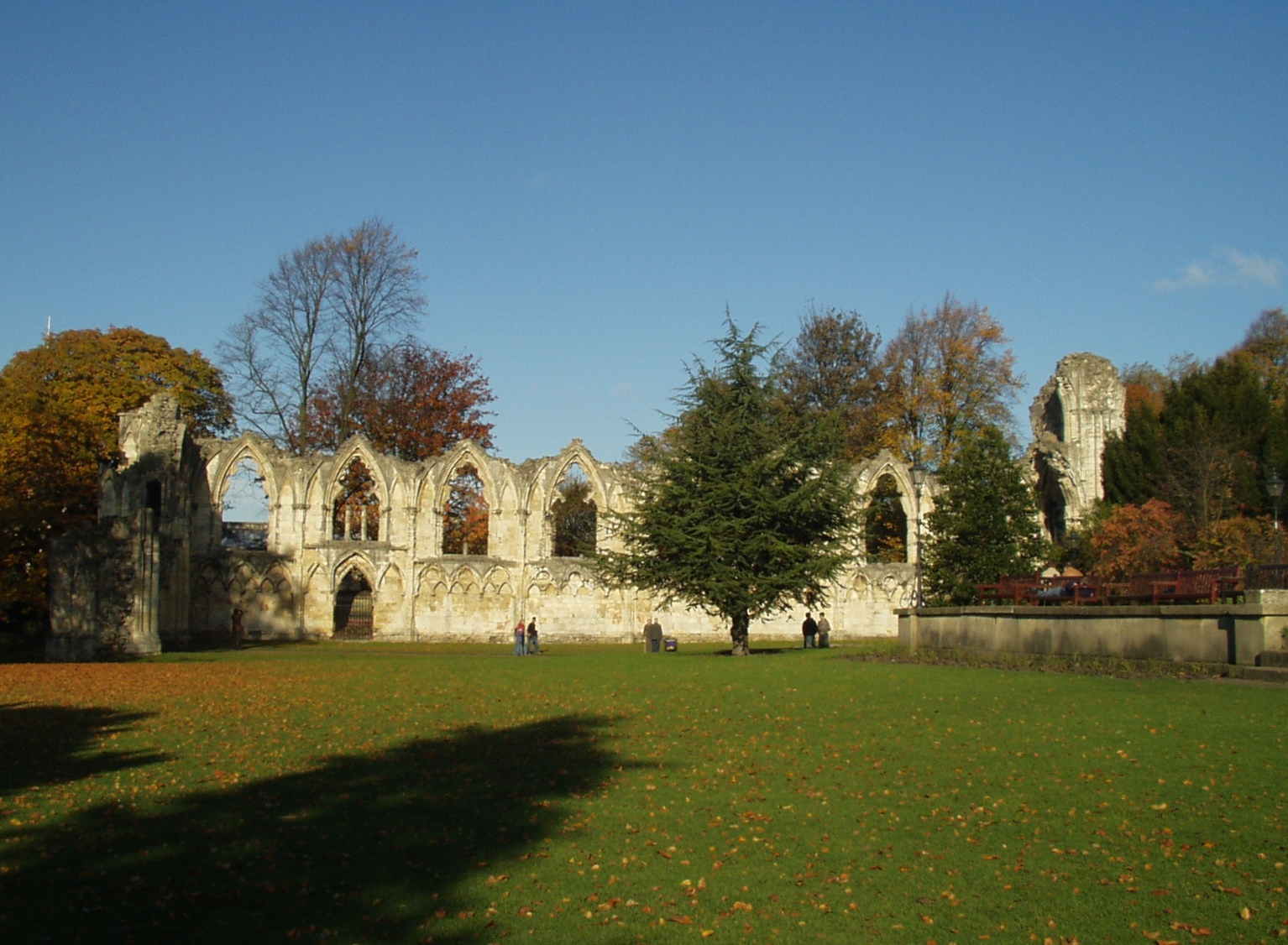
Ruiny opactwa benedyktynów
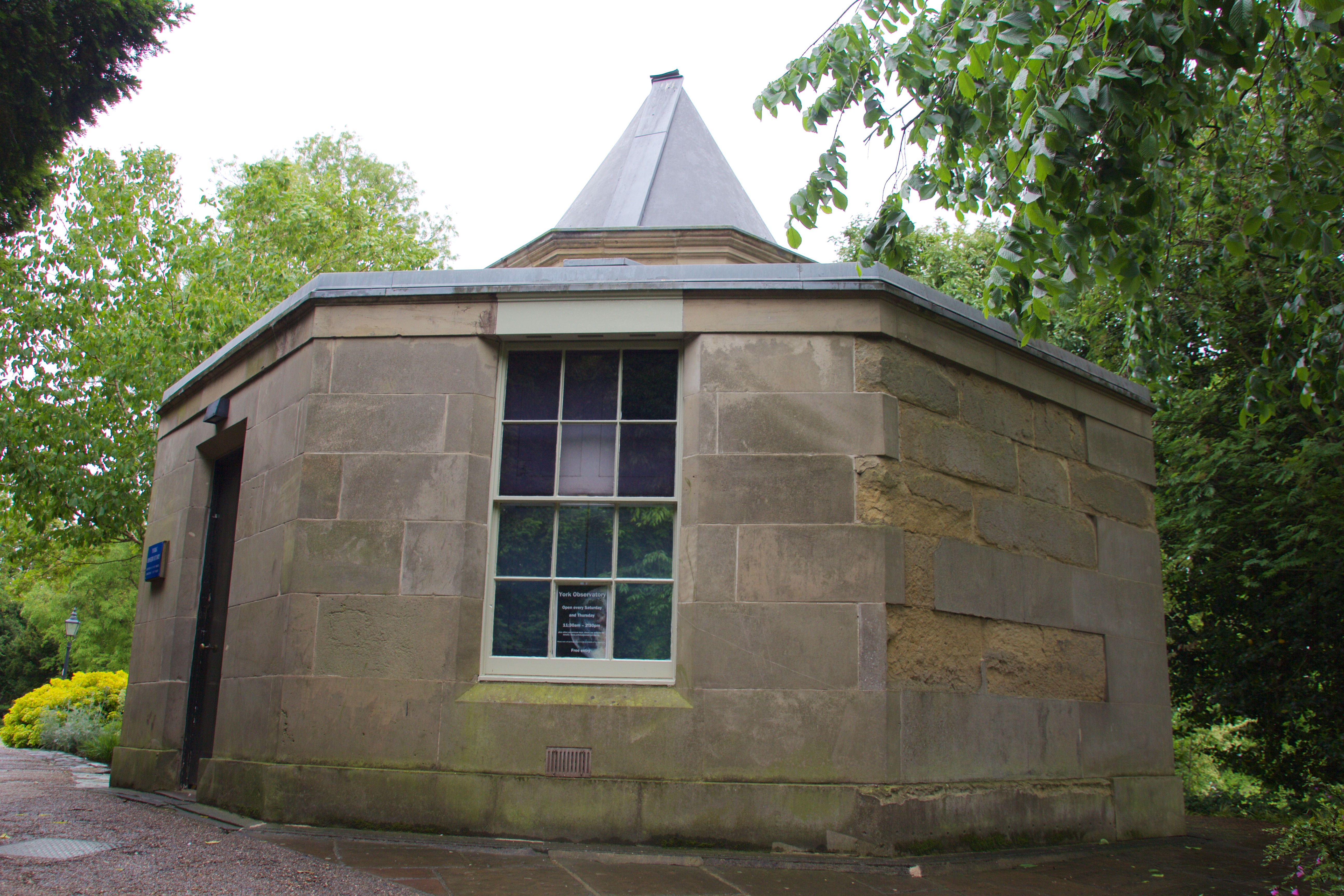
Obserwatorium astronomiczne

### Bramy miejskie
Ścisłe centrum otoczone jest murami, wybudowanymi w 1220 za panowania Henryka III, zachowanymi niemal w całości, po których można się przechadzać po dziś dzień. Wjazd do miasta umożliwia sześć bram. Długość murów to blisko 13 km.

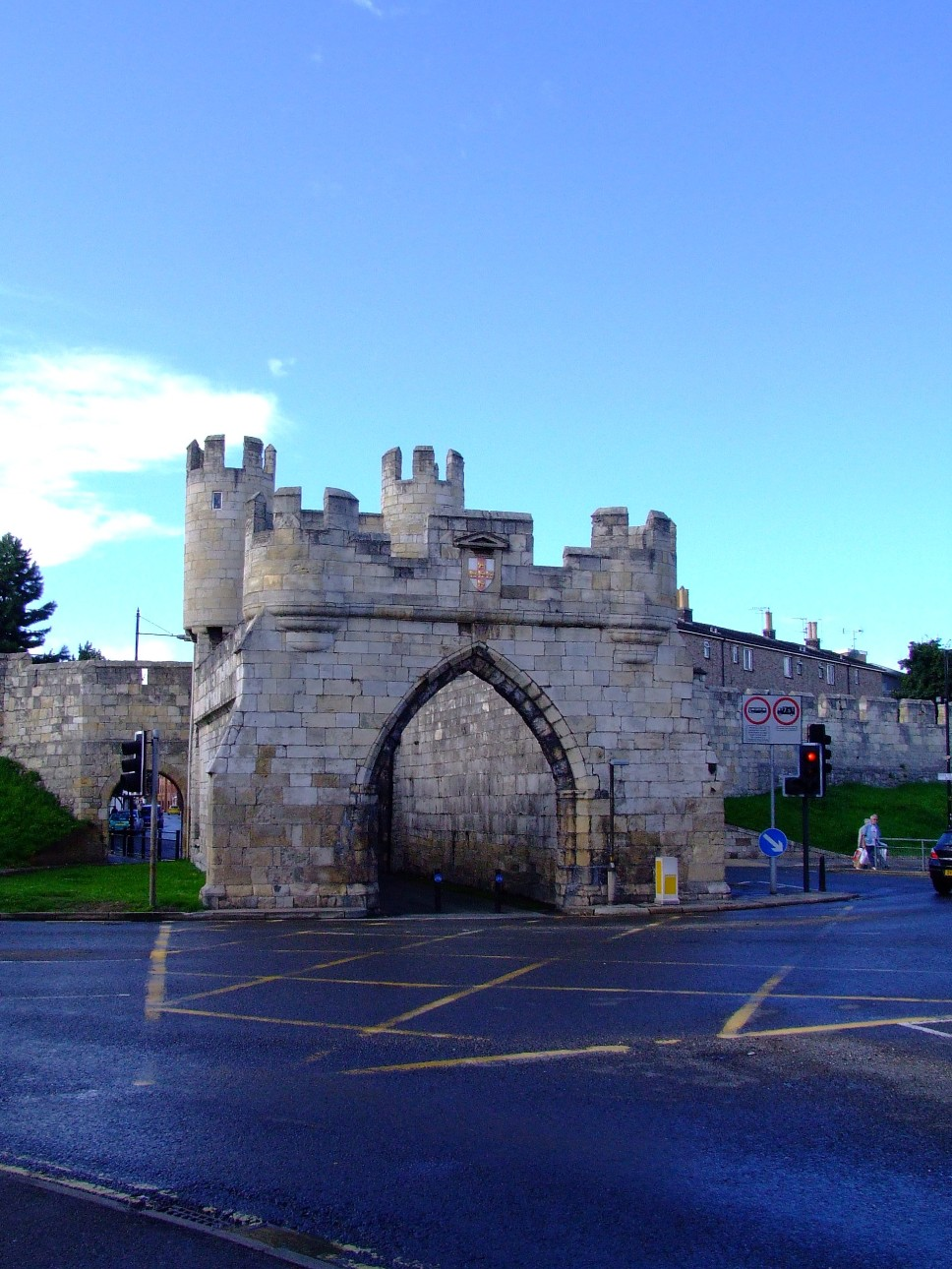
Walmgate Bar
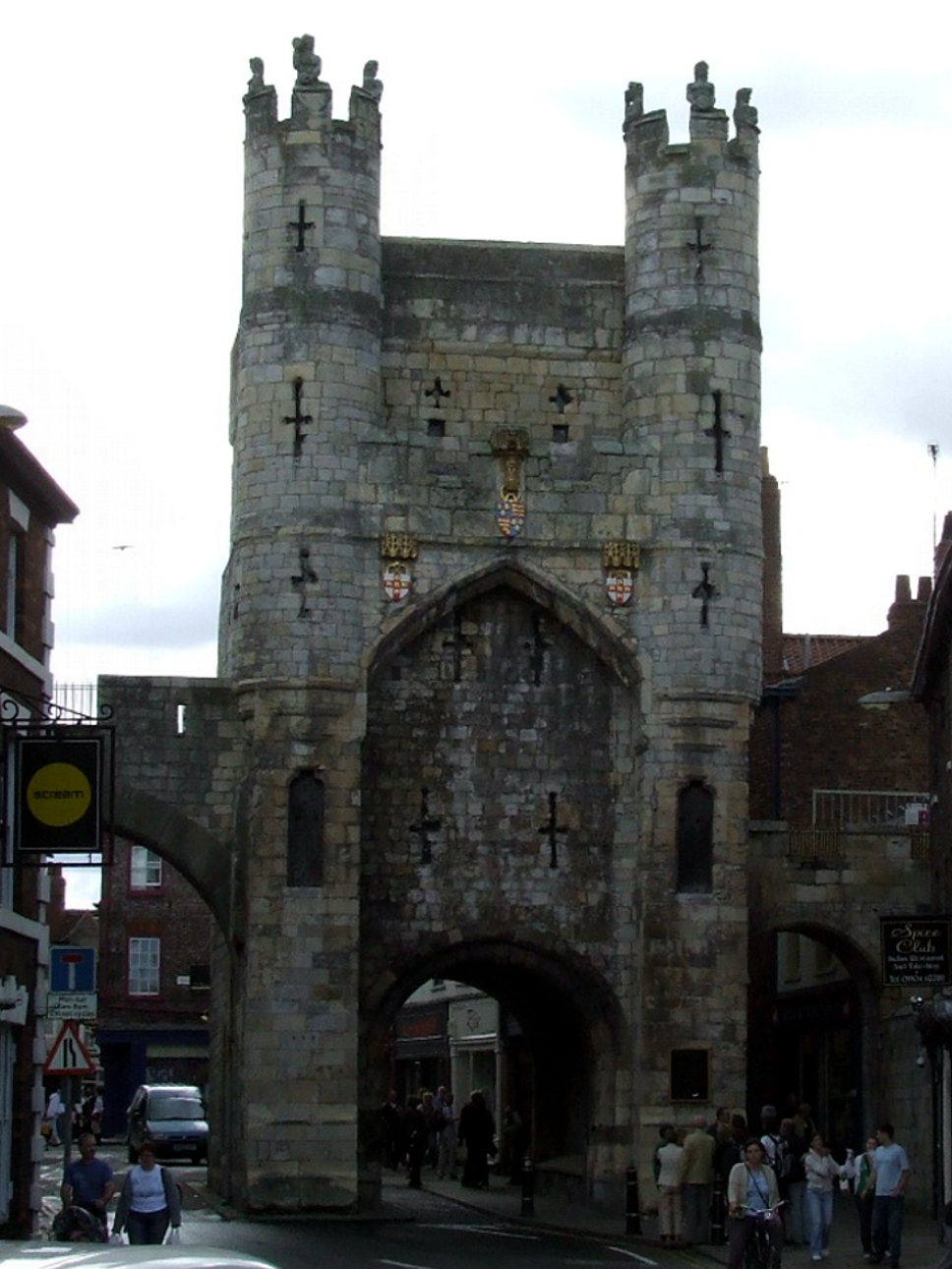
Monk Bar
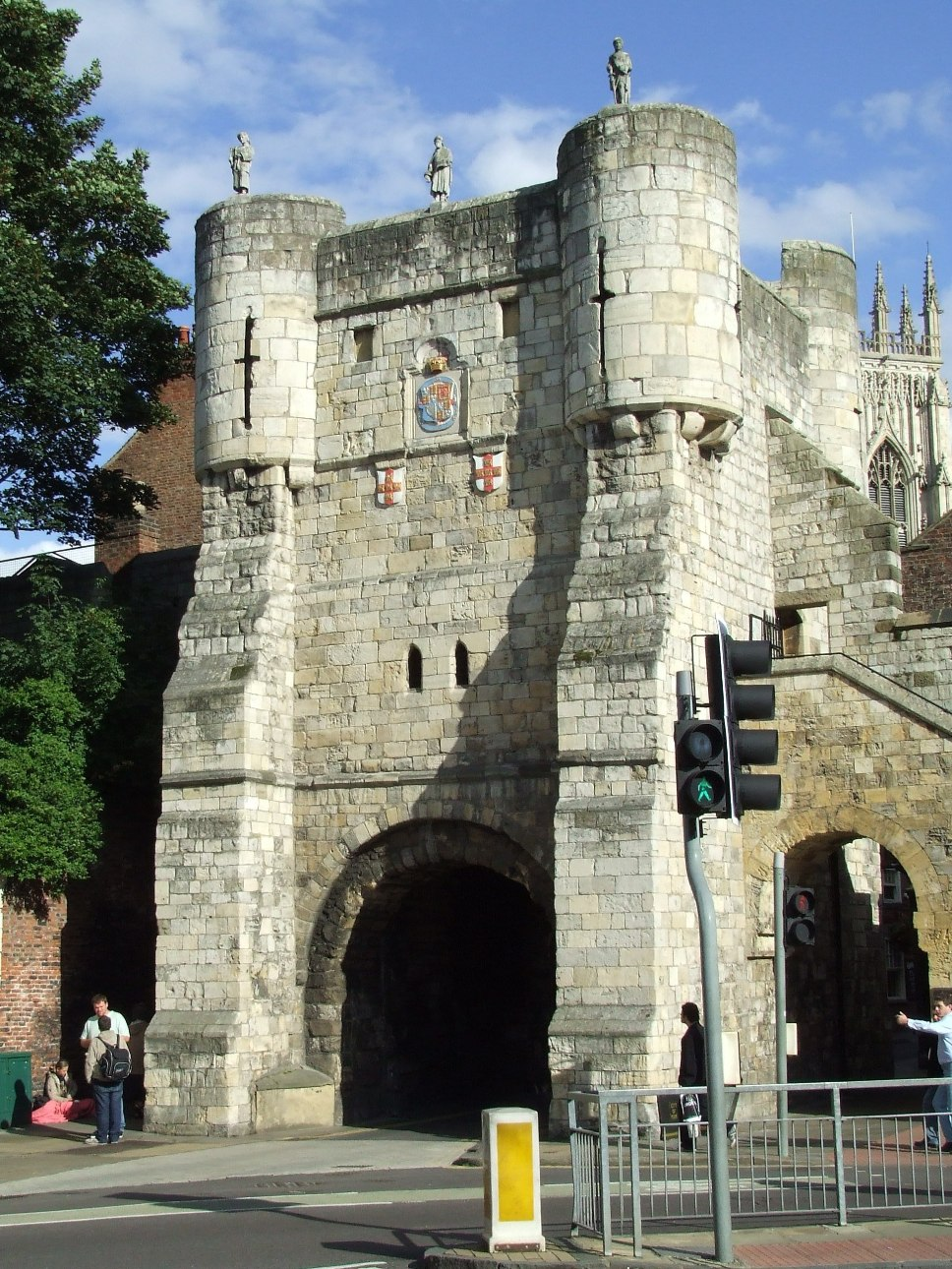
Bootham Bar
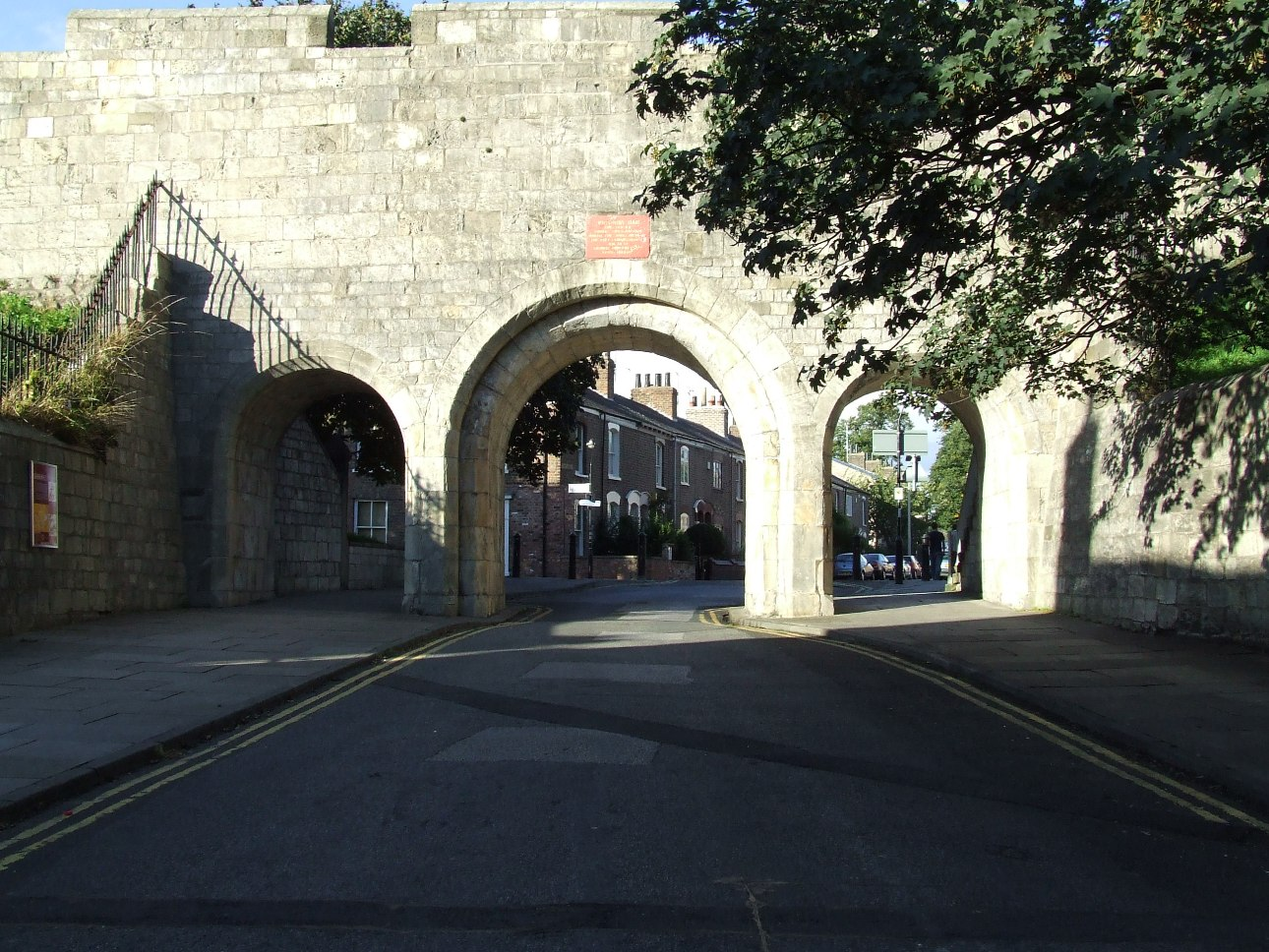
Victoria Bar
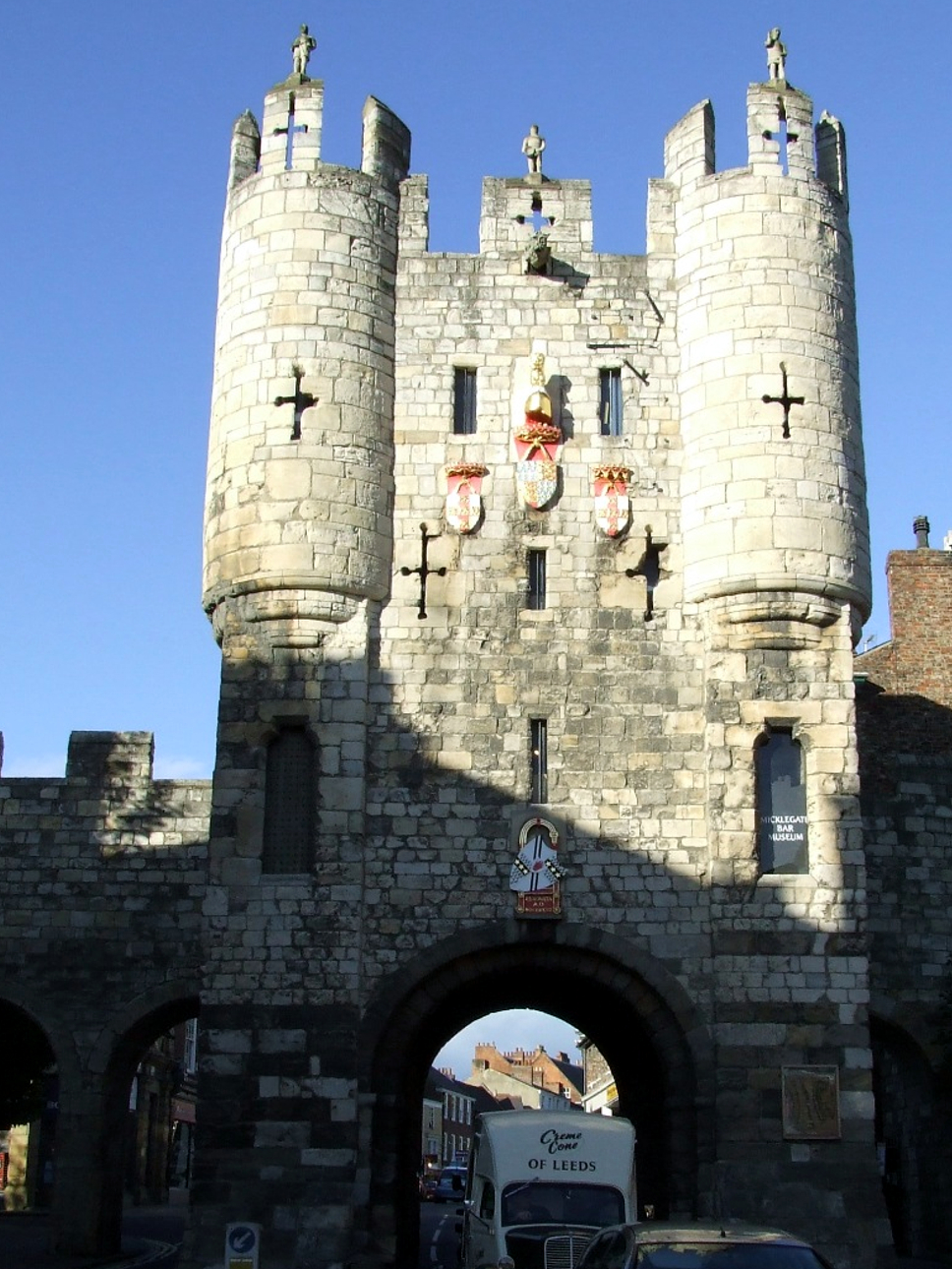
Micklegate Bar
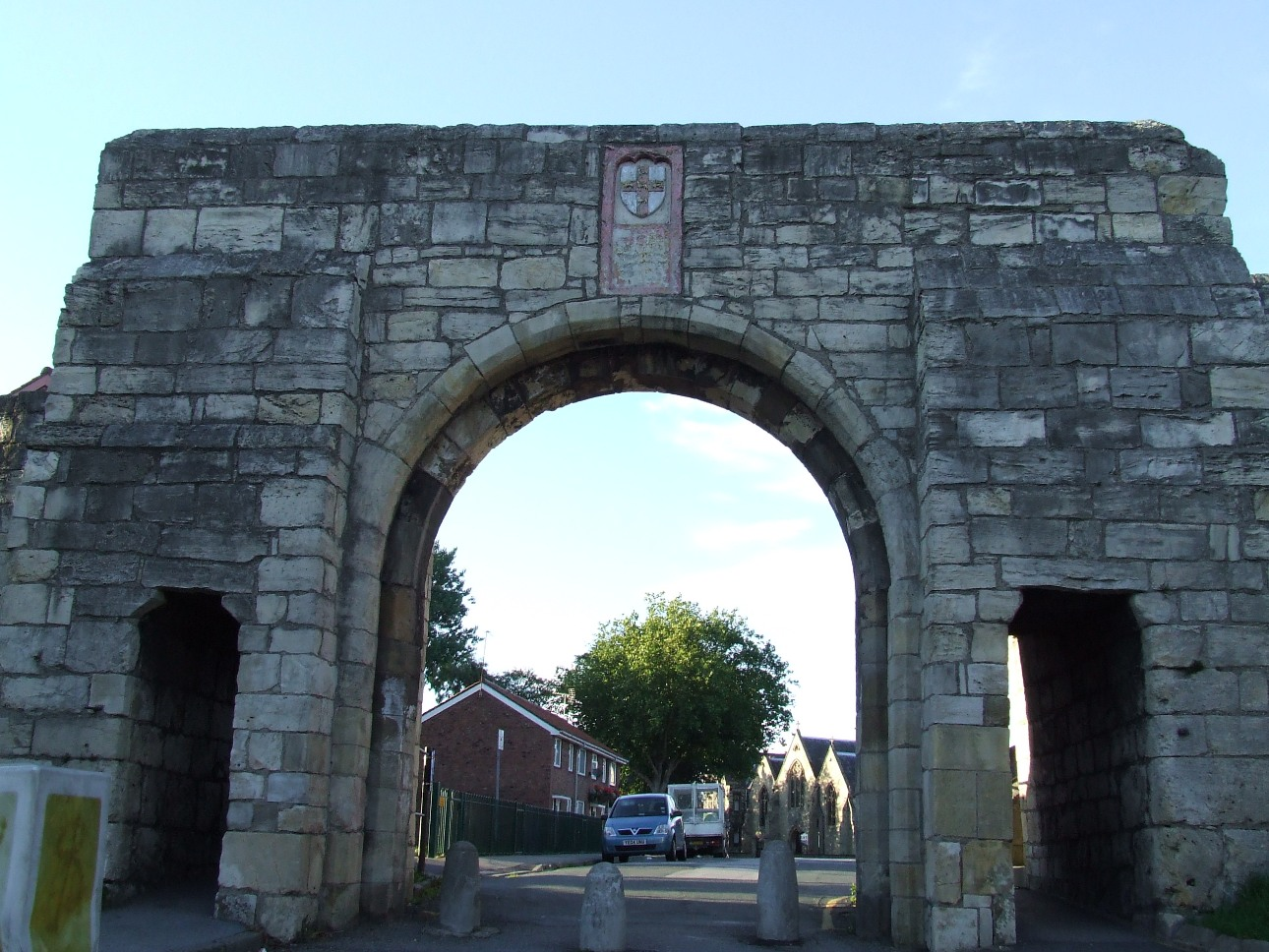
Fishergate Bar

## Polonia
W mieście od 2009 roku działa Polska Szkoła Sobotnia założona przez Polonijną Organizację w Yorku.

## Miasta partnerskie
- Münster, Niemcy
- Fanteakwa, Ghana
- Dijon, Francja